# Selenodolje
Selenodolje (russisch Зеленодолье, deutsch Neu Lubönen, 1938 bis 1945 Memelwalde, litauisch Naujieji Liubėnai) ist ein Ort in der russischen Oblast Kaliningrad. Er gehört zur kommunalen Selbstverwaltungseinheit Munizipalkreis Krasnosnamensk im Rajon Krasnosnamensk.

## Geographische Lage
Selenodolje liegt im Nordosten der Oblast Kaliningrad am südlichen Hochufer der Memel (russisch: Neman), 29 Kilometer nordöstlich der einstigen Kreisstadt Neman (Ragnit) und zehn Kilometer nördlich des jetzigen Rajonzentrums Krasnosnamensk (Lasdehnen/Haselberg). Die Siedlung ist über einen Abzweig von der Kommunalstraße 27K-320 von Nemanskoje (Trappönen/Trappen) nach Pogranitschny (Schillehnen/Waldheide) zu erreichen. Vor 1945 bestand Bahnanbindung an die Kleinbahn Pogegen–Schmalleningken mit dem Haltepunkt Neuhof-Kassigkehmen am gegenüber liegenden Memelufer. Das Dorf war namensgebend für den im Süden sich erstreckenden Forst Neu Lubönen (1938 bis 1945 Forst Memelwalde), der jetzt russisch „les Werchnenemanski“ (Obermemelwald) heißt.

## Geschichte
Der Ort Neu Lubönen wurde im Jahr 1785 im Amt Kassigkehmen aufgeführt. Er bestand aus mehreren kleinen und großen Höfen. 1874 wurde die Landgemeinde Neu Lubönen dem neu gebildeten Amtsbezirk Schillehnen im Kreis Ragnit zugeordnet. Seit 1922 gehörte der Ort zum Kreis Tilsit-Ragnit. 1938 wurde Neu Lubönen in Memelwalde umbenannt.
In Kriegsfolge kam das Dorf im Jahr 1945 mit dem nördlichen Ostpreußen zur Sowjetunion. 1947 bekam der Ort die russische Bezeichnung Selenodolje (deutsch etwa „Grüntal“) und wurde gleichzeitig dem Dorfsowjet Nemanski selski Sowet im Rajon Krasnosnamensk zugeordnet. Später gelangte der Ort in den Chlebnikowski selski Sowet. Gemäß dem Ortsverzeichnis der Oblast Kaliningrad von 1976 gehörte auch das ehemalige, inzwischen verlassene Forsthaus Schönbruck zu Selenodolje. Von 2008 bis 2015 gehörte Selenodolje zur Landgemeinde Alexejewskoje selskoje posselenije, von 2016 bis 2021 zum Stadtkreis Krasnosnamensk und seither zum Munizipalkreis Krasnosnamensk.

### Einwohnerentwicklung
| Jahr | Einwohner |
| ---- | --------- |
| 1867 | 176       |
| 1871 | 183       |
| 1885 | 185       |
| 1905 | 217       |
| 1910 | 243       |
| 1933 | 267       |
| 1939 | 248       |
| 1984 | ~ 20      |
| 2002 | 9         |
| 2010 | 19        |
| 2021 | 12        |

## Kirche
Die Bevölkerung Neu Lubönens resp. Memelwaldes vor 1945 war fast ausnahmslos evangelischer Konfession. Bis 1904 war der Ort in das Kirchspiel der Kirche Wischwill (der Ort heißt heute litauisch: Viešvilė) eingepfarrt, danach gehörte er zur Kirche Trappönen (der Ort hieß zwischen 1938 und 1945: Trappen, heute russisch: Nemanskoje) und damit zur Diözese Ragnit im Kirchenkreis Tilsit-Ragnit innerhalb der Kirchenprovinz Ostpreußen der Kirche der Altpreußischen Union. Heute liegt Selenodolje im weitflächigen Einzugsgebiet der in den 1990er Jahren neu entstandenen evangelisch-lutherischen Gemeinde in Sabrodino (Lesgewangminnen, 1938 bis 1945 Lesgewangen) in der Propstei Kaliningrad (Königsberg) der Evangelisch-lutherischen Kirche Europäisches Russland.

## Schule
Neu Lubönen bzw. Memelwalde war kein eigener Schulort. Die Kinder besuchten die Schule im benachbarten Alt Lubönen (1938 bis 1946 Friedenswalde, russisch: Osjornoje, heute nicht mehr existent).